# Siphamia cuneiceps
Siphamia cuneiceps är en fiskart som beskrevs av Whitley, 1941. Siphamia cuneiceps ingår i släktet Siphamia och familjen Apogonidae. Inga underarter finns listade i Catalogue of Life.